# II/444 Козачий кавалерійський дивізіон (Третій Рейх)
II/444 Козачий кавалерійський дивізіон (нім. Kosaken Kavallerie-Abteilung II/444, рос. II/444-й казачий дивизион) — військовий підрозділ колаборантів Вермахту періоду Другої світової війни, що складався з козаків.

## Історія
У жовтні 1942 в Ставрополі сформували козачий кавалерійський дивізіон з чотирьох ескадронів чисельністю до 700 осіб з 20 кулеметами, протитанковою гарматою. У складі 444 дивізії охорони генерала А. Мікуліча він повинен був боротись з партизанами на тилах групи армій «А». Весною 1943 дивізіон діяв на ріці Міус. Його тимчасово ввели 8-25 квітня до 454-го козачого полку як IV/454 козачий кінний ескадрон. Влітку був перекинутий на Північний Кавказ. На початку 1944 дивізіон перевели до Франції, де його ввели як 4 кінний дивізіон (резервний) до 5 добровольчого полку Добровольчої кадрової дивізії (нім. Freiwilligen-Stamm-Division). У листопаді-грудні 1944 дивізіон діяв в Ельзасі у підпорядкуванні 19-ї армії Вермахту. Біля Понтарльє дивізіон був оточений підрозділами вільної Франції і бійцями Руху Опору. З великими втратами їм вдалось вирватись з оточення і на початку 1945 відійти до Австрії. Там залищки дивізіону увійшли до 5-го козачого навчально-резервного полку генерала А. Шкуро. Після його розформування козаки вступили до 15-го козачого кавалерійського корпусу СС.